# 袈裟

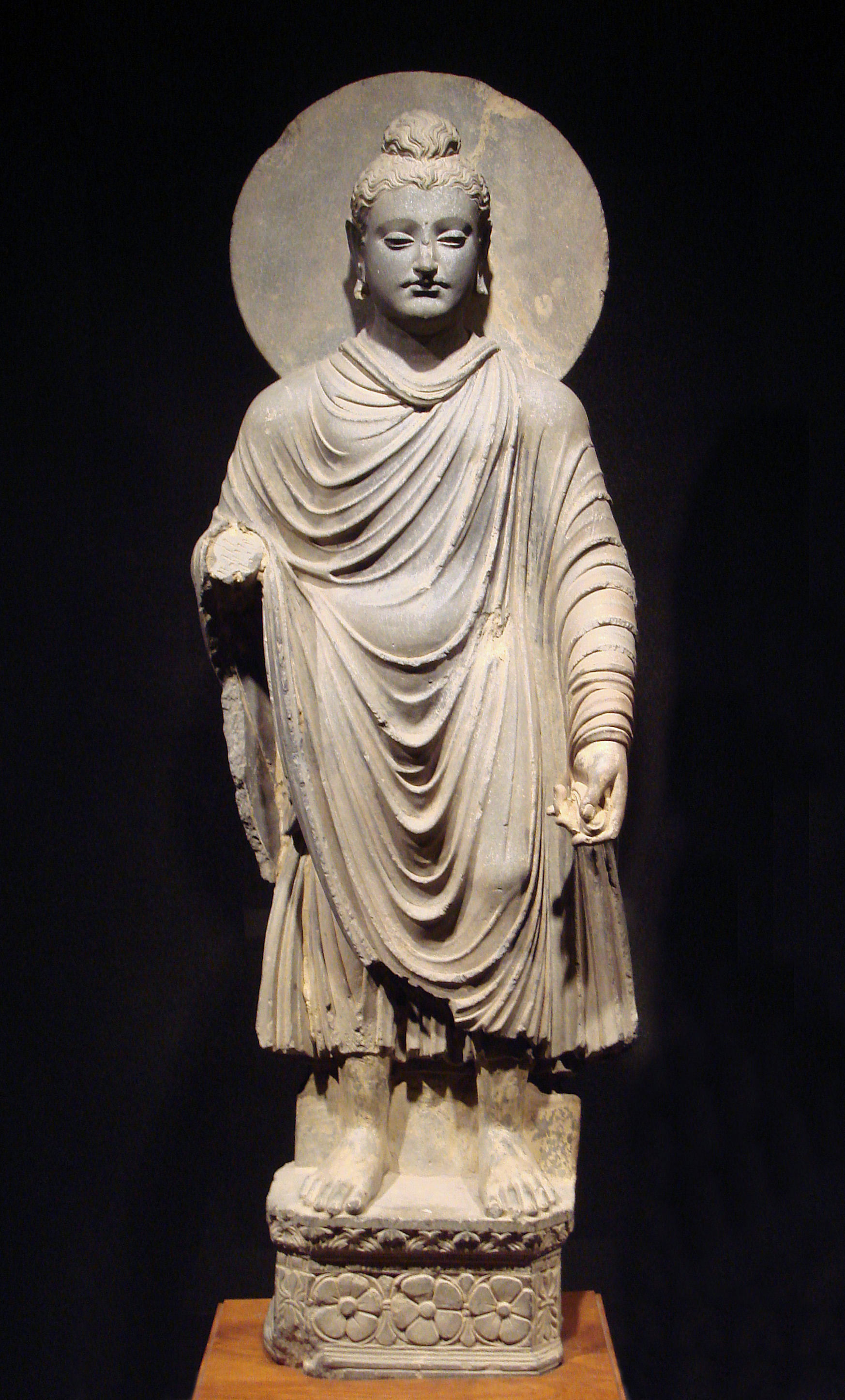
身穿袈裟的佛像

袈裟（羅馬化：kāṣāya，羅馬化：chos gos/chö gö/choe goe），又譯為迦沙曳、加沙野、袈裟野、迦逻沙曳、迦沙、加沙、迦罗沙曳等，意譯為坏色衣、不正色、染色衣、染衣、污染衣；另有多种称呼：福田衣、田相衣、粪扫衣、割截衣、杂碎衣、三衣（义爲三種法衣）、僧衣、蓮服、法衣（义爲赤黃色衣）等。
袈裟是佛教僧侣的衣装，最显著的特点是“偏袒右肩”、“割截田相”、“染不正色”，释迦牟尼佛曾说三世诸佛都穿着同样式的袈裟示現成佛的。在原始佛教中是佛教沙门日常衣装，且戒律要求“三衣不离身”；現今在处于热带地区的南传巴利语系佛教中仍为僧众的日常衣物，不同传承略有样式上的区别；而北传佛教地区冬季较寒冷，三衣不足以御寒，故袈裟多作为法会等特定场合下穿着的法器，表法象征意义多于实际穿着意义，而日常衣裝被當地樣式所取代，如漢地的漢服等。
狭义上指安陀会、郁多罗僧、僧伽梨“三衣”，广义上指三衣以外的所有僧用衣物。

## 詞義
梵語kāṣāya和巴利語，本意是一種草，因色濁，轉指不正色、壞色、濁色。有兩個解釋：一是早期的佛教僧團作風刻苦，不事生產，衣服是從屍骨墳冢處挑揀而來，洗洗將就穿著，如此解決衣料的來源；二是當時古印度在家宗教徒一般著白色衣。
漢地最初將音譯字寫作“㲚”，至晋朝，葛洪在《字苑》裡改為“袈裟”，成爲定例。
另外一个词源，梵语和巴利语cīvara，本意是布料，转指僧衣。汉译一般作“衣”或「法衣」，如巴利三藏《增支部·5集·182經》爲〈衣经〉，“衣钵”的梵语爲“pātra-cīvara”，pātra爲钵。

## 制式

### 起源
偏袒右肩是印度人的衣裝審美，將右臂空閒出來便於生產勞動，這在其他族群的傳統中也多少有所體現，如古羅馬人、藏人的衣服也有類似樣式特點。故古印度沙門傳統中，各宗教的出家人衣服都較為類似，簡單的將衣服搭裹在身，露出右臂；佛教也不例外。釋迦牟尼佛在成道之前、初出家之時，跟隨外道沙門學習禪法，故其衣裝也繼承了古印度沙門的風格。
早期的佛教僧團作風刻苦，不事生產，不蓄錢財，為了解決僧人衣服來源的問題，聽許僧侶在荒冢找廢棄的衣服，簡言之就是從屍體上拔下衣服，經過清洗、缝合和染色後就能穿著。如此也可破除僧侶對死亡的畏懼心，示萬法無常的道理。这称爲“粪扫衣”、“（百）衲衣”。當時古印度在家宗教徒一般著白色衣，爲示區別，佛教沙門的衣服規定染色不能爲“正色”，如純白色、純黑色、純赤（紅）色等即稱正色，袈裟要“不正色”，也可破除對華艷衣裝的貪慾。这是“坏色衣”、“不正色”、“染色衣”、“染衣”、“污染衣”名称的来源。不过，因为色彩无法用言语来准确定义，僧人对于戒律中描述的色彩的理解莫衷一是，故不同地域根据各自的理解传承袈裟色制；又因各部派会用不同的袈裟颜色互作分别，故导致如今各地的袈裟有非常多种的颜色传承，如萨婆多部（說一切有部）着“皂色衣”，摩诃僧祇部（大眾部）着“黄色衣”，弥沙塞部（化地部）着“青色衣”，昙无德部（法藏部）着“赤色衣”，迦叶维部（飲光部）着“木兰色衣”。
在释迦牟尼佛的僧團規模增長後，佛陀也聽許僧侶接受信徒的新布料供養，但必須將整塊布切割成塊，再進行縫合。此舉一是因為古代平民不易獲得衣料，完整布料就显得珍贵，僧人穿着外出可能引來盜賊搶竊去裁剪做衣；二是因為將衣服先破壞掉，可以破除僧人對衣服的執著心，又和外道有所区别。這就是“割截衣”、“杂碎衣”名稱的來源。又据《四分律·第四十》和《四分律·删补随机羯磨疏》云：佛陀一次見成塊成塊的水田，令阿难尊者教導僧伽將袈裟切割成田畔阡陌的形状進行缝制。如此，以田地種糧食養命，譬喻袈裟可養慧命，同時以此昭示佛法僧是世間人天的福田，众生见袈裟，知是出家人，心生欢喜，愿意供养，培植福田。這是“福田衣”、“田相衣”稱呼的來源。
袈裟也叫做“三衣”，是源於袈裟的祖制是由安陀会（五条衣、中着衣、作务衣）、郁多罗僧（七条衣、上衣）、僧伽黎（大衣、众聚时衣）三种组成，各有用途。戒律要求“三衣不离身”，一来是因为僧衣是佛法的象征，不能捨棄；二来为了保护僧衣免遭抢窃；三来僧衣可以作为禦寒工具使用——当入夜席地而睡，天气轉涼，可以一件件的披在身上。

### 三衣
安陀會
安陀会又名五条衣、五衣、中着衣等，是穿在中间、內裡的内衣，由五条布料缝缀而成
。
郁多羅僧
郁多罗僧，又名七條衣、七衣、上衣、入众衣，是上身的衣着，由七条布料缝缀而成，是入众，或寺内诵经、礼忏的衣着
。
僧伽黎
僧伽黎，又叫大衣、众聚时衣，是法会聚众时、会见重客等时刻的礼服，共分九品，由九条至二十五条不等的布料缝缀而成。著袈裟入眾见白衣时，需要将右肩遮盖，叫作“通肩”，其用意是整肃威仪，也令俗人不因见到袒露處而生非礼心；而印度的風俗是以偏袒右肩爲尊敬，故見佛、誦經時要袒露右肩。

### 三衣外的制式
在三衣以外，佛陀還聽許了一些生活衣物。如老僧睡覺需要墊褥，佛陀聽許置臥褥；坐地時需要軟墊，佛陀聽許置坐褥；有的僧人睡覺時頭放不平，佛陀聽許置枕頭；雨天裸身洗澡，白衣看到產生非議，佛陀聽許置雨浴衣；病僧身長濃瘡染污了三衣，佛陀聽許置覆疮衣；天冷時三衣不禦寒，佛陀聽許內裡可以再穿其他衣服；與此類似，洗臉的面巾，洗澡的浴巾，洗腳的揩脚巾，走路的鞋子（當時的人們習慣光腳行走）以及裹革履巾、攝熱巾、襯鉢氈、針氈、剃髮衣、剃刀囊、禪帶、腰帶等都是後來才逐步增善的。其中最重要的要屬僧祇支和厥修罗的聽置。鑒於阿難陀尊者的俊美常引來婦女的愛慕，佛陀聽許置辦僧祇支（覆肩衣、覆腋衣），遮住肩、腋、胸部；又因一次有比丘入眾，被風吹起大衣，露出下體，殊為不雅，於是佛陀聽許在安陀會之裡再置下身内衣，名涅槃僧（义爲内衣），又名厥修罗（义爲裙、下裙；另说是kusūla，但直译是谷仓，或爲讹误）；女僧須置僧祇支和內衣，規避俗衆的非禮。至此，安陀會、郁多羅僧、僧伽黎這三衣之外，又有僧祇支、厥修罗，共稱“五衣”（是相对于“三衣”而言，不同于安陀会“五条衣”的简称“五衣”）。在《根本說一切有部毘奈耶》中，規定的衣物有十三種之多：僧伽胝（僧伽黎、僧伽梨），溫怛羅僧伽（郁多羅僧），安怛婆娑（安陀會），尼師但那，裙（厥修罗），副裙，僧腳欹（覆肩衣），副僧腳欹，拭面巾，拭身巾，覆瘡衣，剃髮衣，藥直衣。这十三样物品称爲“十三资具”。
三衣具有田相，是受大戒的比丘僧才能穿的。而未受比丘戒的沙彌、沙彌尼，不堪爲世间福田，不能穿着田相衣，他们穿着的僧衣，称爲缦衣（梵语、巴利语：paṭṭa；原意是（整块）布、布条、布带、缦条），又作缦条衣、缦条、礼忏衣、钵吒，是安陀会不加割截（完整布料）和不缝田相而来。

## 南傳佛教
公元前三世紀，佛教傳入斯里蘭卡；十二世紀到十五世紀期間，以斯里蘭卡上座部大寺派為中心的僧團將上座部佛教傳入緬甸、泰國、寮國、柬埔寨等地。在此基礎上形成了南傳上座部佛教文化圈，這大片地區文化、風俗、語言、氣候等具有類似性或同源性，尤其因為天氣一年四季都較炎熱，故袈裟形制能夠在此繼續流傳受用而不發生大的變易。不過，因染色所用草木原料不同，染色效果便有不同；又因對佛陀所教有不同的理解形成了不同的部派，在《舍利弗問經》、《大比丘三千威儀》等經典中已露端倪，這些部派為了彼此區別，便用不同的顏色作為部派的袈裟色。流傳至今，體現在了南傳袈裟上，用色和形制都有不大的區別。譬如，泰国大部派（Mahā-nikāya）和斯里兰卡暹罗派（Siam-nikāya）爲較鮮艷的橘黄色或橙色，泰国法相应派（Dhamma-yuttika-nikāya）爲土黄色，缅甸多为土红色、红褐色或咖啡色。
歷史上，緬甸東固王朝僧團還因為入眾時袈裟應覆肩還是通肩的問題產生過激烈諍論。1708年，Tunna村的Guoabhilaikara長老規定沙彌入村落可偏袒右肩，他們被稱作「偏袒派」（Ekaisika）；也有部分僧人依照入眾必須覆通肩的戒律，反對長老的規定，他們被稱作「披覆派」（Parupa na）。兩派就此問題持續諍論了24年，國王請德高望重的長老進行調解也無濟於事。貢榜王朝建立後，雍笈牙國王（Alaung Paya）支持偏袒派，為此還將發誓奉持覆肩戒律的Munindaghosa等兩位長老驅逐出境。1783年，波道帕耶國王（Bodawpaya）再次裁決諍訟時，披覆派駁倒了偏袒派，國王於是通令全國比丘不得偏袒右肩離寺入眾，結束了持續75年之久的覆肩諍訟。時至今日，從大寺派演變而來的上座部佛教對戒律的受持依然嚴格，沙門入眾時必須覆肩，而在寺院誦經、布薩時應該偏袒右肩。
- 泰国比丘
- 泰國師父教沙彌搭衣
- 泰國沙彌接受飲食供養
- 泰國比丘
- 在泰國森林中禪修的比丘
- 寮國沙彌接受飲食供養
- 寮國沙彌
- 緬甸比丘
- 緬甸沙彌
- 緬甸比丘
- 緬甸比丘
- 柬埔寨比丘
- 柬埔寨比丘
- 尼泊爾比丘
- 斯里蘭卡比丘結隊乞食
- 斯里蘭卡沙彌
- 斯里蘭卡沙彌
- 斯里蘭卡沙彌
- 加德滿都比丘
- 柬埔寨比丘

## 漢傳佛教
佛教在东汉时传入中国，经过长时间的本土化，才演变为如今的模样，僧裝亦是如此。华夏文化将衣裳视为教化礼仪的一部分而极注重，佛教沙门穿粪扫衣乞食的形象，在中国人看来是不雅观的。佛教剛傳入不久，僧人做法事還偏袒右肩，但光膀子不耐冷，且比丘尼袒露惹人圍觀、譏笑。很快漢人沙門便寻求国制汉服和袈裟的融合，分出了法服和常服兩部分，法服是做法事時的三衣，常服則是三衣以外的日常穿著。

### 緇衣和紫衣
漢魏時，僧服的染色仍為赤色，後來就多有變通。東晉時期，僧人依漢服改制出「緇衣」，作為僧侶的常服。所謂「緇」，是一种黑色偏深棕色的颜色，以此和穿素衣的俗人分别，僧俗合称“缁素”。直到周武帝时，因民间流传谶语将有黑衣人叛乱，周武帝认为指的就是穿缁衣的僧人，因此禁止僧人穿缁衣，这也成为武帝灭佛的前因。往後，缁衣就改为青、褐等色。
唐代時，法郎等僧人譯《大雲經》时伪造武则天爲弥勒菩萨下生的文句，武則天御賜紫色袈裟彰其有功。紫色是當時宮廷的流行色，亦是三品以上大員官服的色彩，五品以上官服爲绯红色，御賜紫袈裟的光耀門庭的用意是很明顯的，因此引得國內僧人爭相染紫色袈裟，连日本也受到风气的感染。除了赐紫，还有赐绯的例子。唐玄宗时，僧人崇宪以精通医学治病有效而蒙帝赐绯。
嚴格來說，上述這些色彩是不如律法的，古今都不乏批评者和反对者。如唐代郑谷写诗讥讽“爱僧不爱紫衣僧”；另宋徽宗钦赐曹洞宗高僧芙蓉道楷(1043-1118年)紫色袈裟与法号，道楷不受，皇帝大怒，将其下狱後黥面發配邊地，道楷戒心堅固未曾动摇。不過，紫色袈裟作為皇權護持和供養佛教的象徵，已經成為了定式，歷朝歷代時常御賜紫袈裟；僧寺也將之視為榮譽和维持与官方关系的方式。譬如，清乾隆帝賜南京棲霞寺的一件紫色袈裟（金龍袈裟），成為鎮寺之寶。在明朝，太祖皇帝朱元璋利用皇權詔定僧人常服和袈裟的色彩，為後世袈裟的定型打下了基礎。

### 偏衫和直裰
所謂偏衫，即是僧祇支的變形。僧祇支若覆左肩，可谓僧祇支、覆腋衣，若覆右肩，又称覆肩衣。後魏朝始合并二者改为偏衫（褊衫），截领开裙，类於汉服。
唐代时出现了一种叫直裰（或直缀）的僧装，流行於僧衆。在宋代大为流行，禅僧常穿，道士、文人隱士也常穿。传说直裰是唐代时的新吴百丈山慧海大智禅师将偏衫与厥修羅（裙）上下连缀改制而来，故称之为直缀，後又传为直裰；也有说法称由东晋佛图澄创制。元代、明代时有过不大的衣形修改。

### 海青和縵衣
在佛教本土化的过程中，汉地僧人在三衣之外，依汉地俗服的样式另製小褂、中褂、长褂、大袍等衣，海青就是广袖大袍的一种，色以青黑、黑为主。
汉服礼服的一大特点是广袖，海青是依照隋朝天子礼服改制而来，其名字源于其广袖的特征，且制式肥大，腰宽袖阔，袖口还是缝合的。至于缝合袖口的原因，传说梁武帝的皇后郗氏不奉佛教，常以戏耍僧尼为乐。梁武帝在位期间诏令全国僧众都茹素，而郗后却专门做了一些猪肉包子，在请宝志禅师用斋时偷放在斋菜裡，意图羞辱僧众，而僧众若不吃，则可降罪称违逆皇后懿旨。宝志禅师是得道高僧，事前就用神通预知了皇后的意思，于是命僧徒将海青的袖口缝合起来，改为口袋，裡面装上馒头，在用斋时，取食馒头，将包子装进袖袋。该传说的真实性已无从考证，但海青袖口缝合确是有别於俗服常样的事实。
海青另有一个别於俗服的特点，是交领制式的改变。衣领由三层布片重叠缝制而成，叫做“三宝领”，一是象征佛法僧三宝，二来为了符合僧衣必须割截的戒律要求。在前领的中段还有五十三条线缕，是为了增强衣服耐用而设，也寓意要向“善财童子五十三参”学习。
海青脱胎於汉地俗服，僧俗皆可穿着。出家人在海青之外搭三衣，在家人则在海青之外搭缦衣。在戒律中缦衣原是沙弥衣着，依然是印度式的衣制。在汉地，缦衣不仅是受沙弥十戒出家人的穿着，而且成为受居士五戒和在家菩萨戒的在家人所穿的礼服。

### 近现代僧衣
三衣的穿着蔽体的作用被汉服取而代之後，汉地将三衣的尺寸改小，并以纽环相系或打结系牢，内穿海青、直裰等各种褂袍，并且着汉式的鞋袜，这在唐代已经普遍的僧装，乃至于古书记载了一则公案，说有穿着传统袈裟的梵僧到中国来，寺院知客竟不知如此制式袈裟爲何物，讥其穿着不伦不类。至清朝，制式通常是：红赤色的镶金缕（或仿金缕）祖衣，极少数带福字图案、佛像、山水雲图案或其他吉祥图案，抑或是紫色袈裟（如少林寺方丈仍有着紫色袈裟、雲錦袈裟的例子），均有歷史渊源。所谓祖衣，即二十五条二重僧伽黎。而安陀会和郁多罗僧多爲黄色，或有褐色、赤色等。
另外，据《禅林象器笺·服章门》引《中阿含经》说：佛的姨母也是养母摩诃波阇波提夫人曾供养佛陀一套以金缕装缀的袈裟；也有《菩萨璎珞经》中说是天人供养金缕，以此製成袈裟。这类以金缕装饰的袈裟称爲“金缕衣”、“金襕袈裟”。这是汉传佛教袈裟上有仿金缕的经典依据。汉传袈裟还有个特点是带钩或环，用来扣住两端，不令掉落，这也是有经典依据的。原始袈裟没有钩环，在《四分律·第四十》中说，舍利弗深怕入众时袈裟被风吹落，而禀告佛陀，佛陀因此听许左肩胸前穿结钩纽（哲那环），以便系牢袈裟。在汉地，钩纽逐渐發展为圆环形、如意形等，也有不用钩纽而打结系牢的。
就常服而言，通常是海青，因为清朝剃髮易服的影响，直裰已不流行，也有短褂、袄等，如长衫（及脚）、二衫（过膝）、三衫（及膝）等款式，都具有三宝领等特点，并且受到满式长袍的影响。民国时期，关于僧装改革的议论增多。海青作为僧人常服，行动不便的问题被提出讨论，甚至还有人提议废除袈裟，而改用日本式的褂络纯粹表法。太虚大师作为佛教改革的要员，曾提出将袈裟缩小爲一种标志，缝在常服胸前，纯粹作为袈裟的象征，不过这个建议太过大胆，终不能成办；太虚大师最终设计了一套新式长衣和短衫裤。长衣爲对襟，刚及膝，称爲“太虚褂”、“罗汉褂”，优点是节省布料、行动便利，和当时的西化的风潮相一致；短衫裤上身是短衫，下身是肥裤，需把裤管塞进袜裡。
现代僧人的常服一般採用短衫裤样式和海青，做法事時外搭三衣，各宗派之間都沒有太大的區別。漢地不著三衣的現狀，遭到了一些要求持戒嚴格的人士的反對聲音。如宣化上人批评出家人不着袈裟的现象，并在他的道场万佛城嚴厲推行袈裟不离身的祖制。現代南傳佛教注重持戒和著傳統袈裟，也受到一些漢地佛弟子的讚歎。 另外，台湾近年發起僧侣服色统一运动，也呼吁将汉传佛教僧装袈裟的颜色统一为如法色。

### 汉字文化圈
日本、琉球
日本的僧装即由直裰發展而来，但又有所区别。偏衫發展爲袍，裙發展爲裳，合稱袍裳，即直裰的變形。袍裳外搭郁多羅僧（七條衣），合稱“袍裳七條袈裟”，有時右肩還覆一張“橫皮”，頸後垂吊一條名“修多羅”的結線（義爲線，與契經同名）。袍裳還發展爲“裳付衣”，是平安時代初期上朝官員的朝服原型。
而三衣的制式大為改變。因不多宗派間的制式有別，不同時期傳入日本的佛教制式有別，致使日本的法衣形形色色。例如黄檗宗、真言宗、临济宗、曹洞宗等仍和漢地的袈裟別無二致；而臺密、日蓮宗、淨土真宗等的袈裟，是將三衣改小，形同圍腰，右肩上有一條細線，左臂上也有一條細線，連接袈裟的兩端，和傳統袈裟只是有形式上的關聯；還有的是“褂絡”或“絡子”，是將臺密樣式的袈裟改得極小，垂在胸前，一條帶子戴在頸上，帶子左胸還留著哲那環，稱爲“絡子環”。日本佛教還有略肩衣、結袈裟、半袈裟、折五條、輪袈裟的樣式，是在三武一宗滅佛期間來華求法的僧人，爲隱蔽僧侶的身份，而將袈裟做成布條掛戴在頸上，故純粹是一種精神寄託和象征表法，而沒有實際穿著意義；半袈裟再後來成為了居士禮佛時佩戴的飾物。
朝鲜半岛
朝鲜半岛汉传佛教僧人的常服则与韩服合流，以灰色為主流。法服延续明朝中原样式，以打結方式繫緊，不使用哲那環。因韩国以曹溪宗一宗独大，样式较为统一。與傳統依照場合穿著不同條數的袈裟不同，曹溪宗規定依照「法系」（법계，依出家年資與經過考試合格後取得的等級），最高階的大宗師（대종사）與明師（명사）著25條袈裟，宗師（종사）、明德（명덕）著21條袈裟，宗德（종덕）、顯德（종덕）著19條袈裟，大德（대덕）、慧德（혜덕）著15條袈裟，中德（중덕）、定德（정덕）著9條袈裟，見德（견덕）、戒德（계덕）著7條袈裟。 
越南
越南汉传佛教僧人的常服多爲越服，似海青而无三宝领，袖口未缝合；法服较朴素，多用打结、少用哲那环系紧。
- 歐美汉传比丘的衣著：外披的福田衣（棕黄色）即袈裟
- 美國萬佛城恒實法師，爲宣化上人的高足
- 南韓順天仙巖寺先覺國師道詵（道日比丘）
- 釋心培法師（海青）
- 台灣佛光山三宗長：釋心保法師，釋心定法師，釋心培法師
- 台灣法鼓山2018年祈福活動
- 台灣法鼓山2018年祈福活動
- 上海比丘（海青）
- 上海比丘（海青）
- 太虛大師
- 西安比丘（短衫褲）
- 安徽某寺院披縵衣參加法事的居士
- 日本比丘
- 日本比丘
- 日本高野山比丘背影
- 日本醍醐寺比丘
- 日本僧正遍昭的褂絡袈裟
- 日本褂絡袈裟
- 日本半袈裟
- 十九世紀琉球僧服
- 越南比丘（常服）
- 越南比丘（常服）
- 越南临济宗释一行禅师，和着常服的越南比丘
- 韩国海印寺比丘
- 韩国海印寺比丘
- 朝鲜半岛曹溪宗镜虚和尚

## 藏传佛教
佛教最早在吐蕃國松赞干布時期，由漢地和印度同時傳入藏地。从地理上来说，藏地和印度往来，比起和汉地要更便捷，藏僧经常到印度学习、请师。佛教在藏地经过长期的本土化，發展成為漢藏文明和印度文明交融的藏传佛教，戒律、僧装等传承都比汉地更接近印度文化圈。藏地曾实行农奴制和政教合一的体制，和苯教長期相互鬥爭又相互吸收，導致許多政治、世俗、苯教等层面的元素进入藏传佛教。例如藏地曾有僧官，僧階嚴格，且產生了獨特的金瓶掣簽制度。故藏傳僧裝也帶有獨特之處。
僧衣的名稱在藏地叫做：朗袈（nam jar，僧伽黎）、喇奎（la goe，郁多羅僧）、唐奎（thang goe，安陀會）、夏木特（厥修罗裙）、委森（僧祇支）、顶娃（尼師但那、尼師壇）、亚奎（雨浴衣）、纳森（护腋衣）等。另外还有森（zen，披单）、堆嘎（toe gag，坎肩）、俄连（汗衫）、夏曲、才曲玛、布靴、夏苏玛等常用衣物，各教派都戴班夏（班智达帽）、菩提帽、卓孜玛、卓鲁等帽，腰间挂恰鲁（水袋）。藏传袈裟为长条状，裹于上身，袒露右肩，下部穿僧裙（“麦绕”爲内僧裙、“香倒”爲外僧裙）。在特定的场合有时上身披黄色法衣，带上系有坛笔筒及漱口水瓶等。脚着长靴，长靴一般用牛皮或硬赤色兽皮、褐布制成，礼靴有锦缎做的，长及膝盖。
藏传僧衣独有一种“堆嘎”（toe gag），音譯又作“东嘎”，汉名坎肩，是一类无袖上衣，两肩上有支出的布，犹如象耳。坎肩是藏区独有的僧人常服，出现于後弘期。因藏区昼夜温差大，冬季气候十分寒冷，只着汗衫不足以御寒，故創製较厚的坎肩加在汗衫上。

### 支派分别
藏传佛教由于传入时期不同，对教理的理解阐發有差别，形成了诸多大小支派，各派之间以不同的僧装的颜色、样式作为分别象征，在僧帽、袈裟、僧裙上都有體現，尤其在僧帽上最明顯。
譬如，寧瑪派（意爲老派）僧人所戴的僧帽（万西）為暗紅色，狀如蓮花；著暗紅色袈裟、僧裙。故稱紅教。薩迦派和寧瑪派傳承類似。
還有噶舉派（意爲口授傳承）僧裙上有白色條紋，故稱白教；格魯派（意爲善規）黃衣黃帽，故稱黃教，該派的坎肩在下密院用紅、黃兩色，上密院用紅色。
另外，苯教雖非正宗的佛教支派，但已經極度佛教化，僧裝、稱謂等和佛教差別不大，故也受中國佛教協會的管轄，稱謂黑教。

### 僧阶分别
在古代，不同僧阶，僧装的用料和颜色有分别。就坎肩而言，僧官、活佛准用锦缎，普通僧人只准用氆氇毛织品。现代已废除政教合一制度，僧人基本上已不再作区分。不過，转世祖古的坎肩還会带华丽的纹饰，作为身份的象征；而在不丹，有一种繡上雪山獅子和龍圖案的坎肩，帶鋸齒花邊，是不丹王室赐予莲花园仁波切（Padtselling Rinpoche，或音译貝斯林仁波切），西藏境內则沒有。

### 僧俗分别
藏地的民俗服裝也受到了印度式“偏袒右肩”的影響，而產生了一些和袈裟相似的服裝。
“森”（zen），汉名披单。披單被列入藏地传承的十三資具之一，是暗紅色（也有暗黃色）的長條布，不带割截田相，斜披在身，偏袒右肩。但不同于缦衣，是为了遮阳、挡雨、御寒而别设的，出家人、在家或出家仁波切都可以使用。
下裙即厥修羅的变形，但仁波切等在家人也可以穿，只是用色要和出家人分別，按印度傳統通常作白色，表明是白衣居士。有些派別會鑲邊，如噶舉派白色下裙鑲紅、綠色邊。
還有種金剛法衣（Dorje Choegoe），是在家人師傅所穿，帶有田相和金剛杵圖案，暗红色。因为这种师傅所受戒律是根据出家大戒而来，相差已经不大，故著田相衣是佛教界默許的。如达隆噶举派领袖、宁玛派秋林新伏藏传承者在家仁波切——帕秋仁波切（Phakchok Rinpoche）
- 藏地宁玛派土登洛真祖古
- 藏地宁玛派土登洛真祖古[48]
- 藏传比丘Kenpo Tsewang Rigdzin,
- 不丹比丘
- 不丹廷布比丘
- 不丹萨迦派宗萨蒋扬钦哲仁波切（左二）在法会上
- 阿底峡大师
- 印度卡纳塔克邦的藏传比丘
- 西藏色达的小沙弥
- 藏地辩经比丘
- 云南香格里拉藏传比丘
- 穿着坎肩的比丘
- 尼泊尔加德满都藏传比丘

## 資料來源
1. ↑  
《佛学大辞典》【袈裟】：（衣服）具名迦沙曳Kaṣāya，譯曰不正，壞，濁，染等。又與加沙野之語同。譯曰赤色。比丘之法衣有大中小三件，避青黃赤白黑之五正色，而用他之雜色，故從色而云袈裟。其形為長方形，故從形而云敷具，臥具等。其相割截小片，綴合如田畔，故從相而云割截衣，又云田相衣。其他有道服，法衣，忍辱鎧，解脫幢相等種種之德名。大中小三枚之別名，其小者曰安陀會，又云五條，其中者曰鬱多羅僧，又云七條，其大者云僧伽梨，又云九條大衣等。天竺於此三枚袈裟外無所謂衣者。支那日本氣候寒故於裏著衣，而掛於表也。天竺於五條上重著七條或大衣，或於五條七條上重著大衣，此方則不必重著，裏有衣也。其色有三如法色，其中通常天竺用乾陀，支那用木蘭色，日本用香染。即赤而帶黑者。唐武后賜僧法朗等紫袈裟。玄應音義十五曰：「袈裟，上舉佉切，下所加切。韻集，音加沙，字本從毛，作袈裟二形。葛洪後作字苑，始改從衣，案外國通稱袈裟，此云不正色也。諸草木中，若皮若葉若花等，不成五味，難以為食者，則名迦沙。此物染衣，其色濁赤，故梵本五濁之濁亦名迦沙。天竺比丘多用此色，或言緇衣者，當是初譯之時，見其色濁因以名也。又案如幻三昧經云：晉言無垢衣，又義云離塵服，或云痟瘦衣，或稱蓮花服，或言間色衣，皆從義立名耳。真諦三藏云：袈裟此云赤血色衣，言外國雖有五部不同，并皆赤色，言青黑木蘭者，但點之異耳。」行事鈔下一曰：「增一云：如來所著衣名曰袈裟，所食者名為法食，此袈裟衣者，從色得名。下文染作袈裟色，味有袈裟味。若據此土所翻，通名為臥具。四分云：應以刀截成，沙門衣不為怨賊劫，應作安陀會，襯體著。鬱多羅僧，僧伽梨，入聚落著。而此三名，諸部無正翻，今以義譯。慧上菩薩經，五條名中著衣，七條名上衣，大衣名眾聚時衣。（中略）若就條數，便云十九十七乃至九條七條五條等。律中無五七九名，但云安陀會乃至僧伽梨，人名五七九條也。」寄歸傳一曰：「袈裟乃是梵言，即是乾陀之色。元來不干東語，何勞下底置衣？若，依律文典語，三衣并名支伐羅也。」同二曰：「一僧伽胝，二嗢呾囉僧伽，三安呾婆裟，此之三衣，皆名支伐羅。北方諸國。多名法衣為袈裟。乃是赤色義。非律文典語。」又曰：「凡出家衣服，皆可染作乾陀。或為地黃黃屑，或復荊蘗黃等，此皆可以赤土赤石研汁和之。量色淺深，要而省事。」慧苑音義上曰：「袈裟，具正云迦邏沙曳。此云染色衣，西域俗人，皆著白色衣也。」
2. ↑  “㲚”爲上下結構，有時也寫作左右或左包右結構。
3. 1 2 3 4 5 6 7 8 9 10  釋祥雲法師講解袈裟的源流《五衣、七衣、大衣、粪扫衣、金缕衣、缦衣 （页面存档备份，存于）》
4. ↑  .   [2019-01-06]. （原始内容存档于2019-01-06）.
5. ↑  周碧香, , 五南圖書出版股份有限公司: p.272,   [2019-01-06], （原始内容存档于2019-01-06）
6. ↑  
《十诵律》：“不应着不割截衣入聚落。”“不着割截衣不得入聚落。若入得突吉罗罪。”
《四分律》：“尔时世尊。出王舍城。南方人间游行。中道见有田善能作事畦畔齐整。见已告阿难。汝见此田不。答言。已见世尊。佛问阿难。汝能为诸比丘作如是衣法不。答言能。佛语阿难。汝往教诸比丘。时阿难从彼还王舍城。教诸比丘。作如是割截衣。此是长条。此是短条。此是叶。此第一缝。此第二缝。此是中缝。此条叶两向。时王舍城多着割截衣尔时世尊南方人间游行已。还王舍城。见诸比丘多着割截衣。告言。阿难聪明大智慧。我为略说。而能广解其义。过去诸如来无所着佛弟子。着如是衣。如我今日。未来世诸如来无所着佛弟子。着如是衣。如我今日。刀截成沙门衣。不为怨贼所剥。”

《律》：“其缝刺法依稻田畦势而为割截。叶向两边不应一靡。叶有三别。谓上中下。上阔四指。”
7. 1 2 3  釋聖嚴法師, ,   [2019-01-06], （原始内容存档于2019-01-06）
8. ↑  《佛学大辞典》【安陀會】：（物名）又作安怛婆沙，安多婆裟，安多跋薩，安陀跋薩，安陀羅跋薩，安怛婆參，或作安多會。內住之義。譯言中宿衣，內衣，裏衣，或中著衣。三衣之一。即五條而近身襯體著者。又曰下衣。唐則天嘗縮小之，以與禪僧，遂至被著於法衣之上。今禪宗等所用之絡子是也。其構造法，以一長一短為法，短部分謂之短條，長部分謂之長條。其條緣謂之葉，前方里面有結紐之輪，謂之𢂁，後方表面有著紐之處，謂之帖。𢂁紐附於袈裟全體三分之一處，𢂁附於上邊隔四指之處，紐附於隔八指之處。緣以縫三道為法。今縫二道者，略也。葉之縫法，有揲葉，馬齒，鳥足之別。
9. ↑  《佛学大辞典》【郁多羅僧伽】：（衣服）Uttarāsanga，上衣，大衣，七條衣也。飾宗記五末曰：「郁多羅僧伽，譯云上著衣也。言於常所服中，最在其上故也。」
10. ↑  《西域记》云：正名僧迦鵄（即僧祇支）。此云覆腋衣。”
11. 1 2  
《佛学大辞典》【涅槃僧】：（衣服）Nivāsana，又作泥洹僧。新称泥嚩些那。又曰厥修罗（Kusñlaka），译言内衣。即裙也。行事钞下一之二曰：“涅槃僧法（此云内衣），僧祇佛于僧前自著内衣。又，泥婆珊那，泥伐散那，泥婆娑，旧称涅槃僧。教诸比丘，因制式。”资持记中三之四曰：“涅槃僧，此云内衣，即是裙也。以西土裙法横叠围身，长绳四绕使正，多致不齐。”同下一之二曰：“翻内衣，西国本无裈裤，即以此衣衬体著故。”慧琳音义八十二曰：“泥缚些那，僧方裙也，旧云涅槃僧。”西域记二曰：“泥嚩些那，既无带襻，其将服也，集衣为襵，束带以缁。襵则诸部各异，色乃黄赤不同。”
【俱蘇洛迦】:（衣服）舊稱祇修羅，瞿修羅，厥修羅，厥蘇洛迦。比丘尼所著之下裙。縫合如竹筒而無兩頭者。像其形而稱為篅衣。行事鈔下一曰：「此似裙周縫合。」同資持記曰：「周圓縫合，而無兩頭，名俱修羅耳。」玄應音義四曰：「瞿修羅者，此云圌也，像其衣形而立名也。」寄歸傳二曰：「梵云俱蘇洛迦，譯為篅衣。以其兩頭縫合，形如小篅也。長四肘，寬二肘。上可蓋臍，下至踝上四指。」飾宗記五本曰：「厥修羅者，正言厥蘇洛迦，此是圌，義像其形也。」唐韻：「市緣切。」說文：「判竹圜以盛穀也。」Kusūla。
12. ↑  “祇”不能寫作“祗”或“衹”，注意祇对应k-，祗对应j-，衹爲讹误 。
13. ↑  .   [2019-01-08]. （原始内容存档于2019-01-08）.
14. 1 2  林欣, , 香港《內明》第281期, 1995.8  [2019-01-07], （原始内容存档于2019-04-13）
15. ↑  .   [2019-01-08]. （原始内容存档于2021-06-19）.
16. 1 2  , 中国民族报,   [2019-01-08], （原始内容存档于2019-01-08）
17. ↑  「禅僧，茶褐常服，青绦，玉色袈裟；讲僧，玉色常服，绿绦，浅红色袈裟；教僧，皂常服，黑绦，浅红色袈裟；僧官皆如之。唯僧录司官袈裟皆绿纹，饰以金。」
18. ↑  义净法师《南海寄归内法传·十二尼衣丧制》小注：准捡梵本，无覆肩衣名。即是僧脚崎衣，此乃祇支之本号。既不道裙，佛制比丘尼五衣中应当有裙，多是传译参差。《南海寄归内法传·十衣食所须》：“且如神州祇支偏袒覆膊方裙，禅袴袍襦，咸乖本制。何但同袖及以连脊，至於披著不称律仪，服用并皆得罪。颇有著至西方，人皆共笑。怀惭内耻，裂充杂用。此即皆是非法衣服也。”
19. ↑  南山律：三衣之下覆於左肩之片衣叫“祇支”，覆於右肩之片衣叫“覆肩衣”。
元照《佛制比丘六物图》：“此方往古并服祇支，至後魏时始加右袖，两边合谓之褊衫，截领开裾，犹存本相。故知偏衫左肩，即本祇支，右边即覆肩也 。”
竺道祖《魏录》：“魏宫人见僧袒一肘不以为善，乃作偏袒，缝於僧祇支上相从，因名偏衫。今开脊接领者盖魏遗制也。”
《大宋僧史略》：“後魏宫人见僧自恣偏袒右肩，乃一施肩衣，号曰偏衫。全其两肩两袖，失祇支之体。自魏始也。” 
《释氏要览》：“偏衫，古僧依律制，祇有僧祇支（此名覆膊，亦名掩腋衣），此长覆左膊及掩右腋，盖衬三衣，故即天竺之仪也。”
20. ↑  《圣同三传通记糅钞》卷二十六。《敕修百丈清规》卷五·直缀：“相传，前辈见僧有偏衫而无裙，有裙而无偏衫，遂合二衣为直缀。”
21. ↑  .   [2019-01-08]. （原始内容存档于2019-01-08）.
22. ↑  《辞源》：“吴中称衣之广袖者为‘海青’。按李白诗：‘翩翩舞广袖，似鸟海东来’。盖言广袖之舞，如海东青也。今亦称僧衣曰‘海青’。”
23. 1 2  .   [2019-01-08]. （原始内容存档于2019-01-08）.
24. ↑  《丁福保佛学大词典》【缦衣】：（衣服）缦者漫也。通漫而无条相之袈裟也。是原为沙弥，沙弥尼之衣。而大僧不能得割截之正衣者，许用以代三衣而着之。六物图曰：‘缦通三用（三衣之用），然本是沙弥衣。律制沙弥着漫衣，一当七条入众，一当五条作务。今时剃发即着五条，僭滥大僧，深求本制。’释氏要贤上曰：‘缦衣，梵音钵吒，唐言缦条，即是一幅氎量以三衣等，但无田相者是也。自佛法至汉涉一百八十七年，凡出家者未识割截法，只着此衣。’

《佛学大词典》【缦衣】：梵语pat!t!a。音译钵吒。僧衣之一种。横竖割截而缝缀，有如田亩分畦之袈裟，称为田相衣；整幅而不割截之衣，则称缦衣。亦即用两幅布缝制而成之无田相之袈裟。又作缦条衣、缦条、礼忏衣。为沙弥众及受持五戒、菩萨戒之在家信众所穿着。四分律卷四十载，佛陀听许僧众穿着不割截之安陀会。禅苑清规卷八诫沙弥（卍续一一一·四六一下）：‘未披剃前，准备五条（正合披五条缦衣）。’［十诵律卷四十六、四分律删繁补阙行事钞卷下一、释氏要览卷上、翻译名义集卷七］（参阅‘三衣’551）
25. ↑  , 扬子晚报,   [2019-01-08], （原始内容存档于2019-01-09）
26. ↑  黄向群, ,   [2019-01-08], （原始内容存档于2021-11-14）
27. ↑  .   [2019-01-10]. （原始内容存档于2019-01-10）.
28. ↑  日本各宗派僧袍袈裟 （页面存档备份，存于）上可以看到圖片實例。
29. 1 2  图说日本袈裟的形制与变迁 （页面存档备份，存于）可以看到圖畫示例
30. ↑  瀛洲兰若图谱之日本临济宗袈裟僧衣部 （页面存档备份，存于）圖例
31. ↑  .   [2019-01-08]. （原始内容存档于2019-01-08）.
32. ↑  比丘僧臘40年以上
33. ↑  比丘尼僧臘40年以上
34. ↑  比丘僧臘30年以上
35. ↑  比丘尼僧臘30年以上
36. ↑  比丘僧臘25年以上並通過1級僧侶考試
37. ↑  比丘尼僧臘25年以上並通過1級僧侶考試
38. ↑  比丘僧臘20年以上並通過2級僧侶考試
39. ↑  比丘尼僧臘20年以上並通過2級僧侶考試
40. ↑  比丘僧臘10年以上並通過3級僧侶考試
41. ↑  比丘尼僧臘10年以上並通過3級僧侶考試
42. ↑  比丘僧臘10年以上並通過4級僧侶考試
43. ↑  比丘尼僧臘10年以上並通過4級僧侶考試
44. ↑  .   [2021-02-17]. （原始内容存档于2021-05-08）.
45. ↑  .   [2021-02-17]. （原始内容存档于2021-05-08）.
46. 1 2 3 4 5 6 7  藏传佛教僧众服饰源流概述 （页面存档备份，存于）

李玉琴, , 西藏研究, 2008

央金, , 中国西藏网,   [2019-01-09], （原始内容存档于2019-01-09）

藏传佛教僧衣暗含大秘密：从细节能看出修行高低 （页面存档备份，存于）

侯松蔚, ,   [2019-01-07], （原始内容存档于2019-01-07）
47. ↑  .   [2019-01-09]. （原始内容存档于2021-01-02）.
48. ↑  .   [2019-01-09]. （原始内容存档于2019-01-09）.